# Behren (Adelsgeschlecht)

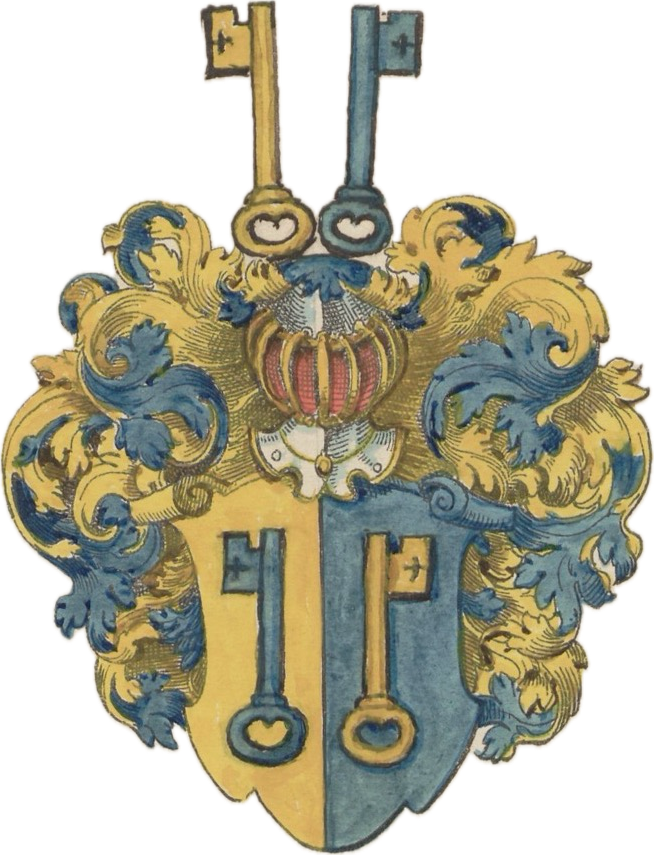
Wappen derer von Behren in der Wappensammlung Gallandi

Behren ist der Name eines alten uradligen Rittergeschlechts des Hochstiftes Merseburg. Das Geschlecht wurde im 14. Jahrhundert erstmals urkundlich erwähnt und starb im 18. Jahrhundert im Mannesstamm aus.
Das Geschlecht ist zu unterscheiden von namensähnlichen Familien wie dem niedersächsisch-pommerschen Adelsgeschlecht von Behr, dem westfälischen Adelsgeschlecht von Beren, dem niedersächsischen Adelsgeschlecht von Bar, dem brandenburgischen Adelsgeschlecht von Beeren und mehreren Adelsgeschlechtern namens Baer.

## Geschichte
Die Familie wurde im 14. Jahrhundert im Hochstift Merseburg mit Heinrich Bere erstmals urkundlich erwähnt. Die Hauptgüter des Geschlechts waren Starsiedel, Pobles, Mausitz, Zöbigker, Schieben und Mücheln im Amte Freiburg. In einem Zweig gelangte die Familie im 16. Jahrhundert nach Ostpreußen, wo sie die Güter zu Gablauken (Mohrungen), Schönwiese, Sirmlauken und Tappelkeim (Kreis Friedland) besaß. Im 18. Jahrhundert starb die Familie aus.

## Wappen

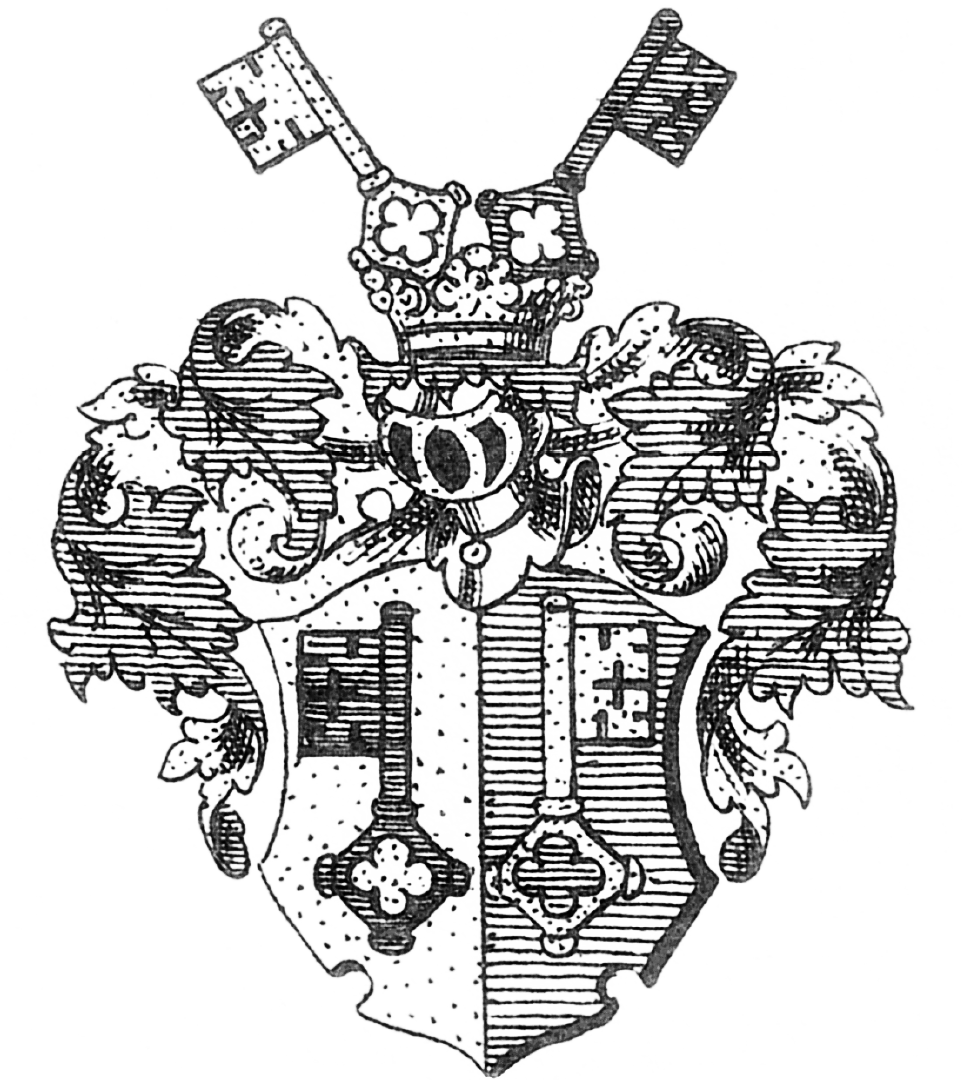
Wappen derer von Behren (merseburgische Linie) in Siebmachers Wappenbuch

Die Mitglieder des Geschlechts führten sämtlich zwei Schlüssel in verschiedensten Stellungen im Wappen. Das Familienwappen ist im Schilde gespalten und weist die Farben blau und gold mit in verwechselten Tinkturen nach außen gekehrten Schlüsseln auf. Auf dem Helm zwei unten spitz zusammengestellte Schlüssel, ein goldener und ein blauer. Die Helmdecke ebenfalls in blau und gold.

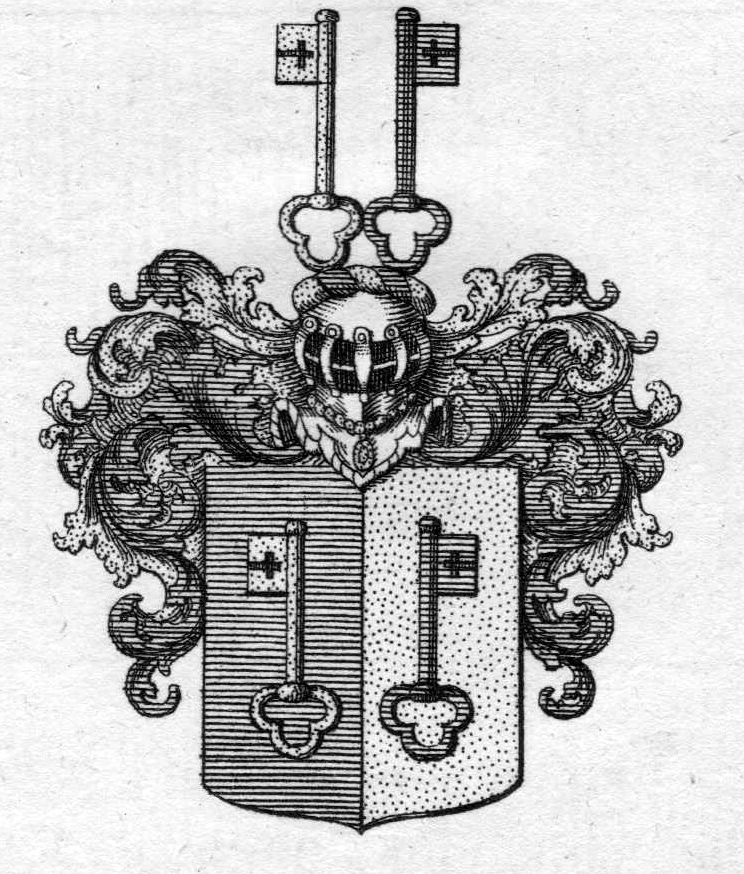
Wappen derer von Behr[en] (Meißen) – Kupferstich aus dem Jahre 1750
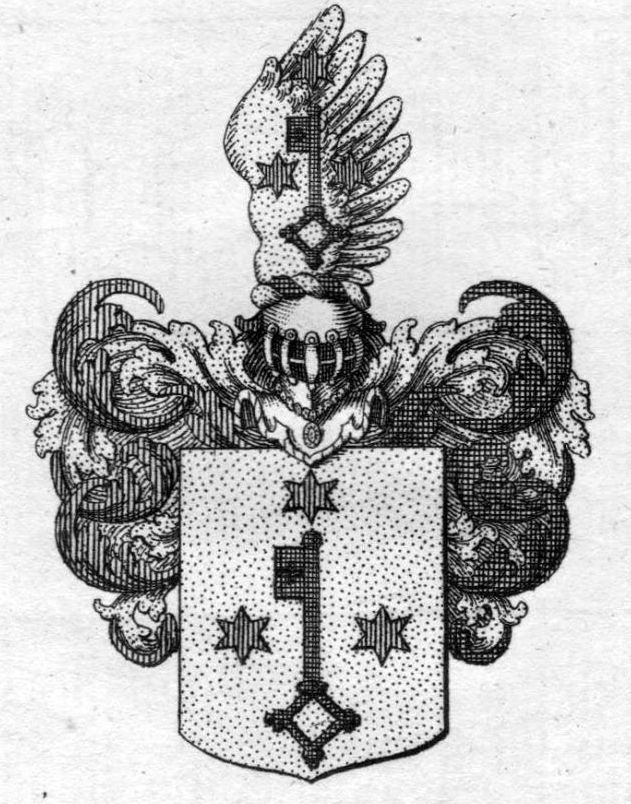
Wappen derer von Behr[en] (fränkische Linie) – Kupferstich aus dem Jahre 1820
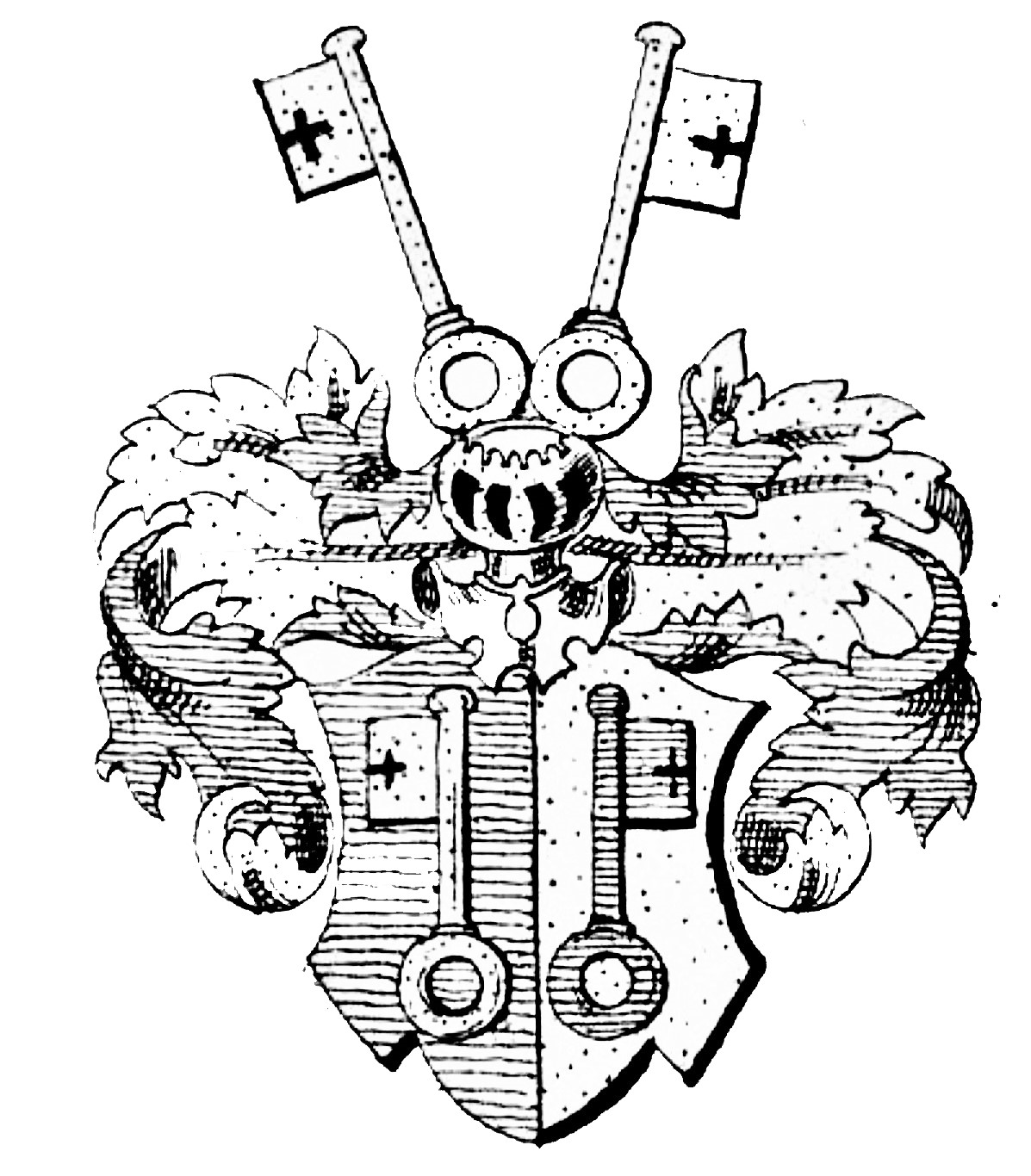
Wappen derer von Behren (ostpreußische Linie) in Siebmachers Wappenbuch